# Toponimi dei comuni in lingua friulana

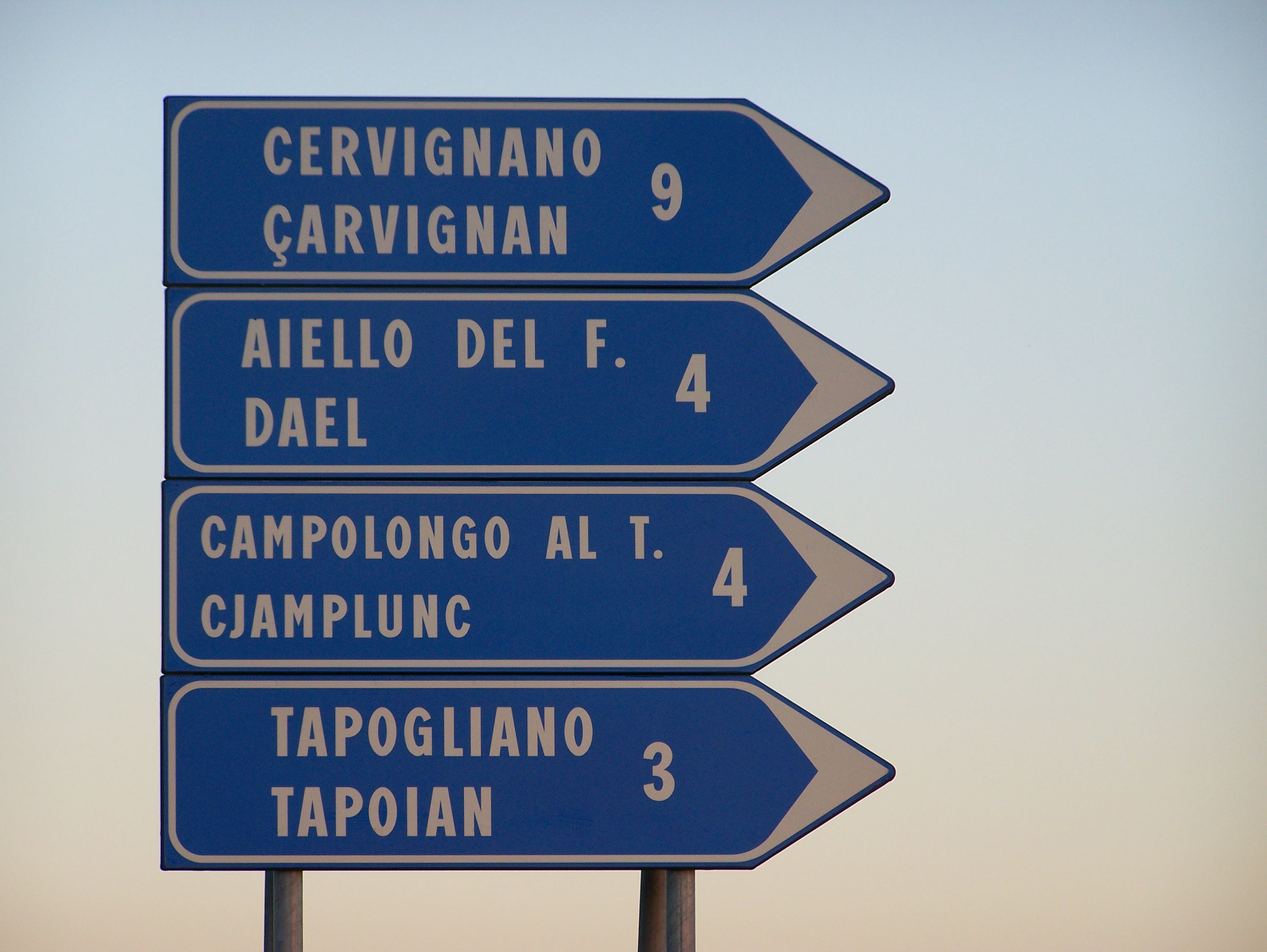
Segnaletica stradale bilingue italiano-friulano

Di seguito è riportata una lista dei toponimi in lingua friulana dei comuni del Friuli-Venezia Giulia e zone limitrofe in cui tale idioma è ufficialmente riconosciuto. Si fa riferimento a una pubblicazione dell'Agenzia Regionale per la Lingua Friulana (ARLeF) del 2009 che aggiorna e sostituisce il precedente lavoro svolto dall'Osservatorio della Lingua Friulana (OLF) nel 2002. Accanto ai toponimi in friulano standard vengono riportate anche le varianti nelle parlate friulane locali.
Sono inoltre riportati tre comuni della provincia di Venezia in cui il friulano è riconosciuto e tutelato come lingua minoritaria

## Comuni nella ex provincia di Gorizia

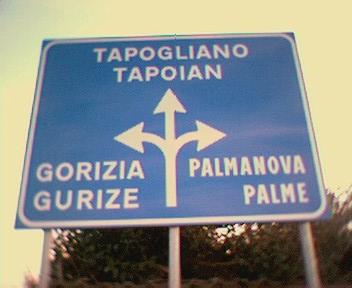
Segnaletica stradale bilingue italiano-friulano

| Italiano             | Friulano standard   | Friulano locale  |
| -------------------- | ------------------- | ---------------- |
| Capriva del Friuli   | Caprive             | Capriva          |
| Cormons              | Cormons             | Cormons          |
| Dolegna del Collio   | Dolegne dal Cuei    | Dolegna dal Cuei |
| Farra d'Isonzo       | Fare                | Fara             |
| Gorizia              | Gurize              | Guriza           |
| Gradisca d'Isonzo    | Gardiscje           | Gardiscja        |
| Mariano del Friuli   | Marian              | Marian           |
| Medea                | Migjee              | Migjea           |
| Monfalcone           | Monfalcon           | Monfalcon        |
| Moraro               | Morâr               | Morâr            |
| Mossa                | Mosse               | Mossa            |
| Romans d'Isonzo      | Romans dal Lusinç   | Romans           |
| Sagrado              | Segrât              | Segrât           |
| San Lorenzo Isontino | San Lurinç Lisuntin | San Lurinz       |
| Villesse             | Vilès               | Vilès            |

## Comuni nella ex provincia di Pordenone

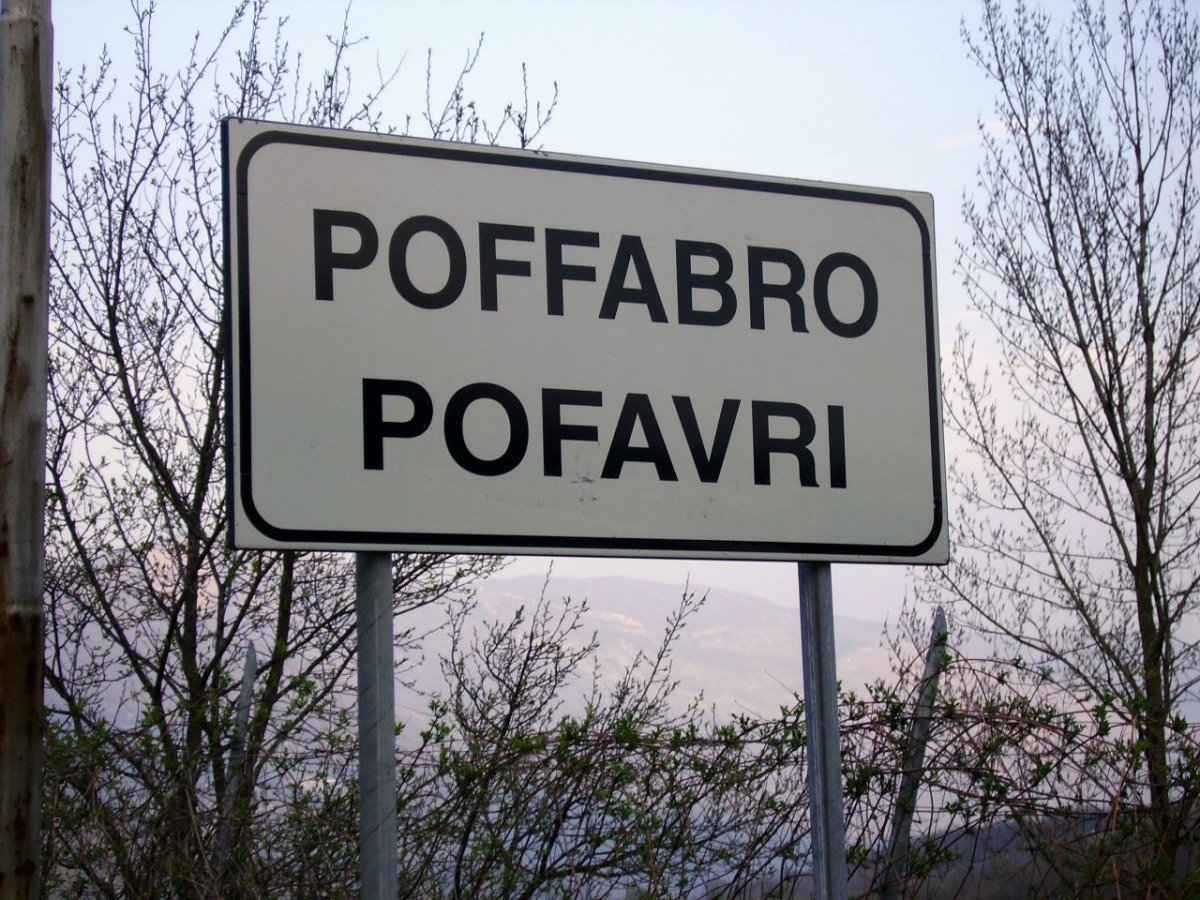
Segnaletica stradale bilingue italiano-friulano

| Italiano                      | Friulano standard          | Friulano locale          |
| ----------------------------- | -------------------------- | ------------------------ |
| Andreis                       | Andreis                    | Andrees                  |
| Arba                          | Darbe                      | Darba                    |
| Arzene                        | Darzin                     | Darzin                   |
| Aviano                        | Davian                     | Pleif                    |
| Azzano Decimo                 | Daçàn                      | Dassan/Daçàn di Pordenòn |
| Barcis                        | Barcis                     | Barce                    |
| Budoia                        | Budoie                     | Buduoia                  |
| Casarsa della Delizia         | Cjasarse                   | Cjasarsa                 |
| Castelnovo del Friuli         | Cjastelgnûf                | Cjastelnouf              |
| Cavasso Nuovo                 | Cjavàs                     | Cjavàs                   |
| Claut                         | Claut                      | Cjolt                    |
| Clauzetto                     | Clausêt                    | Clausiet                 |
| Cordenons                     | Cordenons                  | Cordenons                |
| Cordovado                     | Cordovât                   | Cordovât                 |
| Fanna                         | Fane                       | Fana                     |
| Fiume Veneto                  | Vile di Flum               | Flum/Vildiflùm           |
| Fontanafredda                 | Fontanefrede               | Fontanafredha            |
| Frisanco                      | Frisanc                    | Frisanc                  |
| Maniago                       | Manià                      | Manià                    |
| Meduno                        | Midun                      | Midun                    |
| Montereale Valcellina         | Montreâl                   | Montreâl                 |
| Morsano al Tagliamento        | Morsan da lis Ocjis        | Morsan                   |
| Pinzano al Tagliamento        | Pinçan                     | Pinçan                   |
| Polcenigo                     | Polcenic                   | Al Borc                  |
| Pordenone                     | Pordenon                   | Pordenon                 |
| San Giorgio della Richinvelda | San Zorç da la Richinvelde | San 'Sors                |
| San Martino al Tagliamento    | San Martin dal Tiliment    | San Martin dal Tiliment  |
| San Quirino                   | San Quarin                 | San Quarin               |
| San Vito al Tagliamento       | San Vît dal Tiliment       | San Vît                  |
| Sequals                       | Secuals                    | Secuals                  |
| Sesto al Reghena              | Siest                      | Siest                    |
| Spilimbergo                   | Spilimberc                 | Spilimberc               |
| Tramonti di Sopra             | Tramonç Disore             | Vildisora                |
| Tramonti di Sotto             | Tramonç Disot              | Vildisot                 |
| Travesio                      | Travês                     | Travês                   |
| Valvasone                     | Voleson                    | Voleson                  |
| Vito d'Asio                   | Vît                        | Vît                      |
| Vivaro                        | Vivâr                      | Vivâr                    |
| Zoppola                       | Çopule                     | Sopula                   |

## Comuni nella ex provincia di Udine

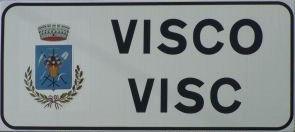
Segnaletica stradale bilingue italiano-friulano

| Italiano                  | Friulano standard     | Friulano locale            |
| ------------------------- | --------------------- | -------------------------- |
| Aiello del Friuli         | Dael                  | Dael                       |
| Amaro                     | Damâr                 | Damâr                      |
| Ampezzo                   | Dimpeç                | Dimpeç                     |
| Aquileia                  | Aquilee               | Aquilea                    |
| Arta Terme                | Darte                 | Darte                      |
| Artegna                   | Dartigne              | Dartigne                   |
| Attimis                   | Atimis                | Atimis                     |
| Bagnaria Arsa             | Bagnarie              | Bagnarie                   |
| Basiliano                 | Basilian              | Basilian                   |
| Bertiolo                  | Bertiûl               | Bertiûl                    |
| Bicinicco                 | Bicinins              | Bicinins                   |
| Bordano                   | Bordan                | Bordan                     |
| Buja                      | Buie                  | Buie                       |
| Buttrio                   | Buri                  | Buri                       |
| Camino al Tagliamento     | Cjamin dal Tiliment   | Cjamin                     |
| Campoformido              | Cjampfuarmit          | Cjampfuarmit               |
| Campolongo Tapogliano     | Cjamplunc e Tapoian   | Cjamplunc e Tapoian        |
| Carlino                   | Cjarlins              | Cjarlins                   |
| Cassacco                  | Cjassà                | Cjassà                     |
| Castions di Strada        | Cjasteons di Strade   | Cjasteons di Strade        |
| Cavazzo Carnico           | Cjavaç                | Cjavaç                     |
| Cercivento                | Çurçuvint             | Çurçuvint                  |
| Cervignano del Friuli     | Çarvignan             | Sarvignan                  |
| Chiopris-Viscone          | Cjopris e Viscon      | Cjopris e Viscon           |
| Chiusaforte               | Scluse                | Scluse                     |
| Cividale del Friuli       | Cividât               | Sividât                    |
| Codroipo                  | Codroip               | Codroip                    |
| Colloredo di Monte Albano | Colorêt di Montalban  | Colorêt di Montalban       |
| Comeglians                | Comelians             | Comelians                  |
| Corno di Rosazzo          | Cuar di Rosacis       | Cuar di Rosacis            |
| Coseano                   | Cosean                | Cosean                     |
| Dignano                   | Dignan                | Dignan                     |
| Dogna                     | Dogne                 | Dogne                      |
| Enemonzo                  | Enemonç               | Enemonç                    |
| Faedis                    | Faedis                | Faedis                     |
| Fagagna                   | Feagne                | Feagne                     |
| Fiumicello                | Flumisel              | Flumisel                   |
| Flaibano                  | Flaiban               | Flaiban                    |
| Forgaria nel Friuli       | Forgjarie             | Forgjaria                  |
| Forni Avoltri             | For Davuatri          | For Davuatri               |
| Forni di Sopra            | For Disore            | For Disora                 |
| Forni di Sotto            | For Disot             | For Disot                  |
| Gemona del Friuli         | Glemone               | Glemone                    |
| Gonars                    | Gonârs                | Gonârs                     |
| Latisana                  | Tisane                | Tisana                     |
| Lauco                     | Lauc                  | Lauc                       |
| Lestizza                  | Listize               | Listisse                   |
| Lignano Sabbiadoro        | Lignan                | Lignan                     |
| Ligosullo                 | Liussûl               | Liussjûl                   |
| Lusevera                  | Lusevare              | Lusevare                   |
| Magnano in Riviera        | Magnan                | Magnan                     |
| Majano                    | Maian                 | Maian                      |
| Malborghetto Valbruna     | Malborghet e Valbrune | Malborghet e Valbrune      |
| Manzano                   | Manzan                | Manzan                     |
| Martignacco               | Martignà              | Martignà                   |
| Mereto di Tomba           | Merêt di Tombe        | Merêt di Tombe             |
| Moggio Udinese            | Mueç                  | Mueç                       |
| Moimacco                  | Muimans               | Muimans                    |
| Montenars                 | Montenârs             | Montenârs                  |
| Mortegliano               | Mortean               | Mortean                    |
| Moruzzo                   | Murùs                 | Murùs                      |
| Muzzana del Turgnano      | Muçane                | Muzane                     |
| Nimis                     | Nimis                 | Nimis                      |
| Osoppo                    | Osôf                  | Osôf                       |
| Ovaro                     | Davâr                 | Davâr                      |
| Pagnacco                  | Pagnà                 | Pagnà                      |
| Palazzolo dello Stella    | Palaçûl               | Palassôl                   |
| Palmanova                 | Palme                 | Palme                      |
| Paluzza                   | Paluce                | Paluce                     |
| Pasian di Prato           | Pasian di Prât        | Pasian di Prât             |
| Paularo                   | Paulâr                | Paulâr                     |
| Pavia di Udine            | Pavie                 | Pavie                      |
| Pocenia                   | Pucinie               | Pucinie                    |
| Pontebba                  | Pontêbe               | Ponteibe                   |
| Porpetto                  | Porpêt                | Porpêt                     |
| Povoletto                 | Paulêt                | Paulêt                     |
| Pozzuolo del Friuli       | Puçui                 | Puçui                      |
| Pradamano                 | Pradaman              | Pradaman                   |
| Prato Carnico             | Prât di Cjargne       | Prât                       |
| Precenicco                | Prissinins            | Prissinins                 |
| Premariacco               | Premariâs             | Premariâs                  |
| Preone                    | Preon                 | Preon                      |
| Prepotto                  | Prepot                | Prepot                     |
| Ragogna                   | Ruvigne               | Ruvigne                    |
| Ravascletto               | Ravasclêt             | Ravasclêt / Monài          |
| Raveo                     | Raviei                | Raviei                     |
| Reana del Rojale          | Reane dal Roiâl       | Reane dal Roiâl            |
| Remanzacco                | Remanzâs              | Remanzâs                   |
| Resiutta                  | Resiute               | Resiute                    |
| Rigolato                  | Rigulât               | Rigulât                    |
| Rive d'Arcano             | Rivis Darcjan         | Rives Darcjan              |
| Rivignano Teor            | Rivignan Teôr         | Rivignan Teôr              |
| Ronchis                   | Roncjis               | Roncjis                    |
| Ruda                      | Rude                  | Ruda                       |
| San Daniele del Friuli    | San Denêl             | San Denêl                  |
| San Giorgio di Nogaro     | San Zorç di Noiâr     | San Zorz                   |
| San Giovanni al Natisone  | San Zuan dal Nadison  | San Zuan                   |
| San Vito al Torre         | San Vît de Tor        | San Vît de Tor             |
| San Vito di Fagagna       | San Vît di Feagne     | San Vît                    |
| Santa Maria la Longa      | Sante Marie la Lungje | Sante Marie la Lungje      |
| Sappada                   | Sapade, Ploden        | Plodn (dialetto sappadino) |
| Sauris                    | Sauris                | Zahre (dialetto saurano)   |
| Sedegliano                | Sedean                | Sedean                     |
| Socchieve                 | Soclêf                | Socleif                    |
| Sutrio                    | Sudri                 | Sudri                      |
| Talmassons                | Talmassons            | Talmassons                 |
| Tarcento                  | Tarcint               | Tarcint                    |
| Tarvisio                  | Tarvis                | Tarvis                     |
| Tavagnacco                | Tavagnà               | Tavagnà                    |
| Terzo di Aquileia         | Tierç di Aquilee      | Tiars                      |
| Tolmezzo                  | Tumieç                | Tumieç                     |
| Torreano                  | Torean                | Torean                     |
| Torviscosa                | Tor di Zuin           | Il Tor                     |
| Trasaghis                 | Trasaghis             | Trasagas                   |
| Treppo Carnico            | Trep di Cjargne       | Trep                       |
| Treppo Grande             | Trep Grant            | Trep Grant                 |
| Tricesimo                 | Tresesin              | Tresesin                   |
| Trivignano Udinese        | Trivignan             | Trivignan                  |
| Udine                     | Udin                  | Udin                       |
| Varmo                     | Vildivar              | Vildivar                   |
| Venzone                   | Vençon                | Vençon                     |
| Verzegnis                 | Verzegnis             | Vergegnas                  |
| Villa Santina             | Vile di Cjargne       | Vile                       |
| Villa Vicentina           | Vile Visintine        | La Vila                    |
| Visco                     | Visc                  | Visc                       |
| Zuglio                    | Zui                   | Giùi                       |

## Comuni in provincia di Venezia
| Italiano                   | Friulano   |
| -------------------------- | ---------- |
| Cinto Caomaggiore          | Cint       |
| San Michele al Tagliamento | San Michêl |
| Teglio Veneto              | Tei        |
| Portogruaro                | Puart      |